# أنتوني كت
أنتوني كت (بالبولندية: Antoni Kot)‏ هو لاعب كرة قدم بولندي في مركز الوسط، ولد في 26 مارس 1945. شارك مع منتخب بولندا لكرة القدم. أما مع النوادي، فقد لعب مع أوبرا أوبول.

## وصلات خارجية
- أنتوني كت على موقع قاعدة بيانات كرة القدم.إي يو (الإنجليزية)
- أنتوني كت على موقع ناشيونال فوتبول تيمز (الإنجليزية)